# Expozíciós forgatókönyv
Az expozíciós forgatókönyv egy olyan kémiai biztonsági dokumentum, amelyet azokhoz az anyagokhoz kell készíteni, amelyeket 10 tonna, vagy afeletti mennyiségben gyártanak/importálnak az EU területére, és veszélyesként vagy PBT/vPvB anyagként határoztak meg.
Az expozíciós forgatókönyv egy olyan feltételrendszer, amely leírja, hogy az adott anyagot (önmagában, keverékben, vagy árucikkben) hogyan gyártják vagy használják fel az életciklusa során és a gyártó/importőr/továbbfelhasználó milyen ellenőrzési módszereket ír elő vagy ajánl az emberi és környezeti expozíciós megelőzése vagy csökkentése végett.
Az expozíciós forgatókönyvnek tartalmaznia kell a megfelelő kockázatértékelési intézkedéseket és működési feltételeket, amelyeket ha megfelelően alkalmaznak, biztosítják, hogy az anyag használatából fakadó kockázatok ellenőrizhetőekké válnak.
Az expozíciós forgatókönyv a Biztonsági adatlap mellékletét képez(het)i.

## Hasznos tudnivalók
- A továbbfelhasználók legfőbb kötelességei
- A továbbfelhasználói kémiai biztonsági értékelésre vonatkozó követelmények
- Továbbfelhasználók feladatai, akik az EU-n kívülről származó anyagokat, készítményeket vagy árucikkeket importálnak[halott link]
- ECHA útmutató a kémiai biztonsági értékeléshez